# 클로드 르고트

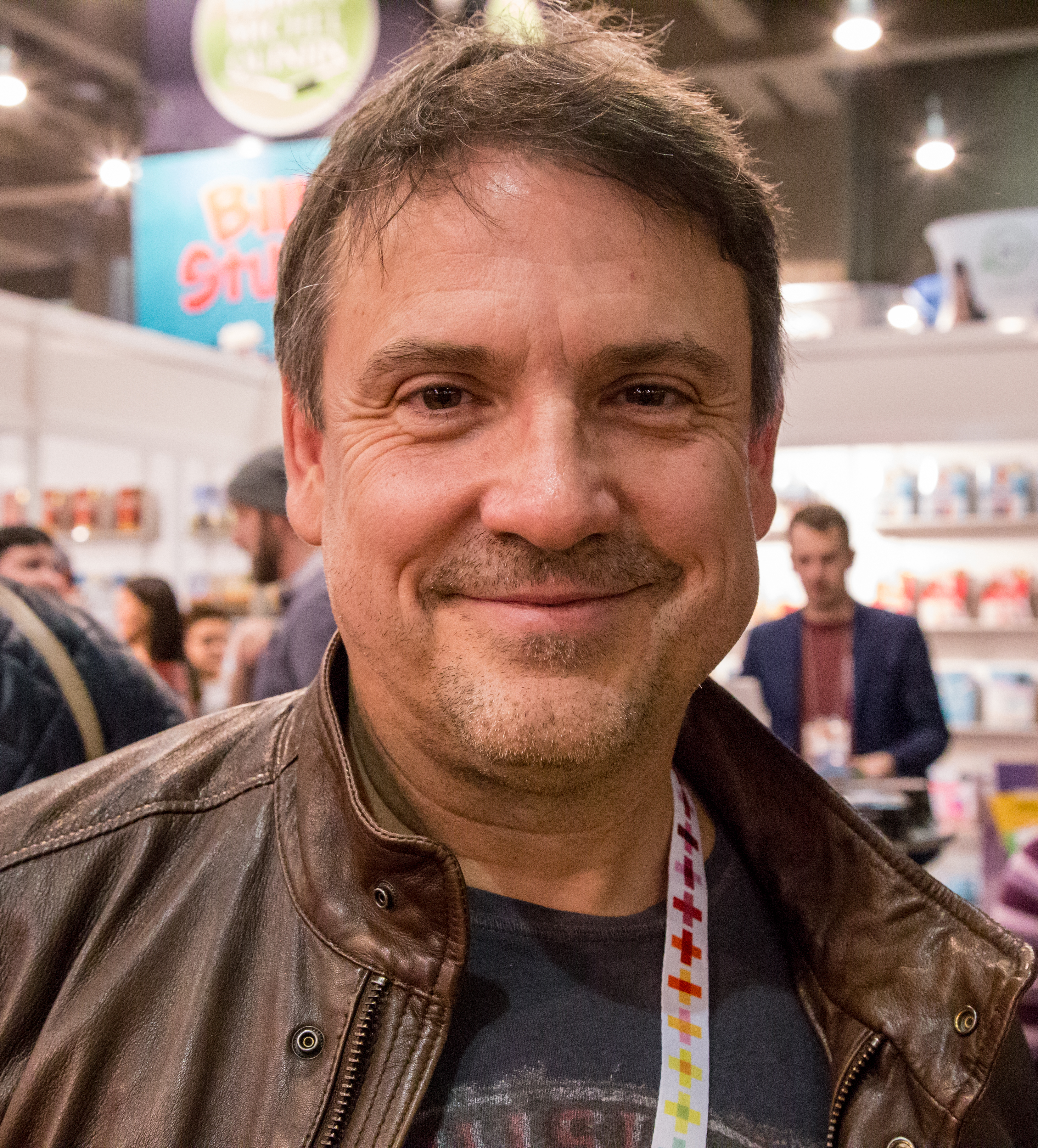

클로드 르고트(Claude Legault, 1963년 5월 26일 ~ )는 캐나다의 배우, 각본가, 텔레비전 배우이다.
몬트리올에서 태어났다.

## 영화
- L'EMPIRE BOSSE (2012년)
- L'affaire Dumont (2012년)
- 시티 오브 섀도우 (2010년)
- 세븐데이즈 (2010년) - 브루노 하멜 역
- 삼형제 (2007년)